# Kuršumlija
Kuršumlija (izvirno srbsko Куршумлија) je mesto v Srbiji, ki je središče istoimenske občine; slednja pa je del Topliškega upravnega okraja.

## Demografija
V naselju živi 10300 polnoletnih prebivalcev, pri čemer je njihova povprečna starost 35,7 let (34,6 pri moških in 36,8 pri ženskah). Naselje ima 4323 gospodinjstev, pri čemer je povprečno število članov na gospodinjstvo 3,15.
To naselje je, glede na rezultate popisa iz leta 2002, večinoma srbsko, a v času zadnjih 3 popisov je opazen porast števila prebivalcev.
|  |

| Demografija | Demografija     | Demografija     |
| Leto        | Št. prebivalcev | Št. prebivalcev |
| ----------- | --------------- | --------------- |
|             |                 |                 |
|             |                 |                 |
|             |                 |                 |
|             |                 |                 |
| 1948        | 2382            |                 |
| 1953        | 2649            |                 |
| 1961        | 3391            |                 |
| 1971        | 7185            |                 |
| 1981        | 10550           |                 |
| 1991        | 12525           | 12371           |
| 2002        | 13848           | 13639           |
|             |                 |                 |

| Etnična sestava po popisu iz leta 2002 | Etnična sestava po popisu iz leta 2002 | Etnična sestava po popisu iz leta 2002 | Etnična sestava po popisu iz leta 2002 | Etnična sestava po popisu iz leta 2002 |
| -------------------------------------- | -------------------------------------- | -------------------------------------- | -------------------------------------- | -------------------------------------- |
| Srbi                                   | Srbi                                   |                                        | 13.061                                 | 95,76%                                 |
| Romi                                   | Romi                                   |                                        | 207                                    | 1,51%                                  |
| Črnogorci                              | Črnogorci                              |                                        | 57                                     | 0,41%                                  |
| Makedonci                              | Makedonci                              |                                        | 12                                     | 0,08%                                  |
| Jugoslovani                            | Jugoslovani                            |                                        | 7                                      | 0,05%                                  |
| Goranci                                | Goranci                                |                                        | 6                                      | 0,04%                                  |
| Hrvati                                 | Hrvati                                 |                                        | 4                                      | 0,02%                                  |
| Bolgari                                | Bolgari                                |                                        | 3                                      | 0,02%                                  |
| Rusi                                   | Rusi                                   |                                        | 2                                      | 0,01%                                  |
| Rusini                                 | Rusini                                 |                                        | 1                                      | 0,00%                                  |
| Neznano                                | Neznano                                |                                        | 239                                    | 1,75%                                  |